# Liste der Nummer-eins-Hits in Italien (1978)
Diese Liste der Nummer-eins-Hits basiert auf den Charts des italienischen Musikmagazins Musica e dischi im Jahr 1978. Es gab in diesem Jahr elf Nummer-eins-Singles und sieben Nummer-eins-Alben.

## Singles
| ← 1977 ← | Liste der Nummer-eins-Hits in Italien (M&D) | Liste der Nummer-eins-Hits in Italien (M&D) | Liste der Nummer-eins-Hits in Italien (M&D)                                                    | 1979 → |
| \| Zeitraum \| Wo. ges. \| Interpret \| Titel Autor(en) \| Zusätzliche Informationen \| \| (Zeitraum, Wochen auf Platz eins, Interpret, Titel, Autor[en], zusätzliche Informationen) \| \| \| \| \| \| ----------------------------------------------------------------------------------------- \| -------- \| ------------------ \| ---------------------------------------------------------------------------------------------- \| ------------------------------------------------------------------------------------------------------------------------------------------ \| \| 48. Woche 1977 – 5. Woche 1978 10 Wochen \| 10 \| Matia Bazar \| Solo tu Aldo Stellita, Piero Cassano, Carlo Marrale \| Mit diesem Lied gewann die Gruppe 1977 den Wettbewerb Vota la voce in der Kategorie Beste Band. \| \| 6.–7. Woche 2 Wochen \| 2 \| Matia Bazar \| …e dirsi ciao Giancarlo Golzi, Aldo Stellita, Piero Cassano, Carlo Marrale, Antonella Ruggiero \| Mit ihrem Sanremo-Siegerlied gelang der genuesischen Band der Einstieg direkt auf Platz eins, wobei sie sich selbst an der Spitze ablöste. \| \| 8.–11. Woche 4 Wochen \| 4 \| Rino Gaetano \| Gianna Rino Gaetano \| Gaetano wurde mit Gianna in Sanremo Dritter. \| \| 12.–14. Woche 3 Wochen \| 3 \| Anna Oxa \| Un’emozione da poco Ivano Fossati, Guido Guglielminetti \| Das Lied konnte beim Sanremo-Festival den zweiten Platz erreichen. \| \| 15. Woche 1 Woche \| 1 \| Alan Sorrenti \| Figli delle stelle Alan Sorrenti \| – \| \| 16.–21. Woche 6 Wochen (insgesamt 7) \| 7 \| Bee Gees \| Stayin’ Alive Barry Gibb, Robin Gibb, Maurice Gibb \| Der Titelsong zu Saturday Night Fever brachte dem Disco-Trio einen weltweiten Hit. \| \| 22. Woche 1 Woche \| 1 \| Antonello Venditti \| Sotto il segno dei pesci Antonello Venditti \| – \| \| 23. Woche 1 Woche (insgesamt 7) \| 7 \| Bee Gees \| Stayin’ Alive Barry Gibb, Robin Gibb, Maurice Gibb \| – \| \| 24.–36. Woche 13 Wochen \| 13 \| Umberto Tozzi \| Tu Umberto Tozzi, Giancarlo Bigazzi \| – \| \| 37.–38. Woche 2 Wochen \| 2 \| Adriano Celentano \| Ti avrò Cristiano Minellono, Ronald Jackson, Danny B. Besquet \| – \| \| 39. Woche 1 Woche \| 1 \| Kate Bush \| Wuthering Heights Kate Bush \| Die britische Musikerin erreichte beim Wettbewerb Festivalbar 1978 den zweiten Platz. \| \| 40. Woche 1978 – 1. Woche 1979 14 Wochen \| 14 \| Lucio Battisti \| Una donna per amico Lucio Battisti, Mogol \| – \| |                                             |                                             |                                                                                                | |
| ← 1977 |                                             |                                             |                                                                                                | → 1979 → |
| Zeitraum | Wo. ges.                                    | Interpret                                   | Titel Autor(en)                                                                                | Zusätzliche Informationen |
| (Zeitraum, Wochen auf Platz eins, Interpret, Titel, Autor[en], zusätzliche Informationen) |                                             |                                             |                                                                                                | |
| 48. Woche 1977 – 5. Woche 1978 10 Wochen | 10                                          | Matia Bazar                                 | Solo tu Aldo Stellita, Piero Cassano, Carlo Marrale                                            | Mit diesem Lied gewann die Gruppe 1977 den Wettbewerb Vota la voce in der Kategorie Beste Band.                                            |
| 6.–7. Woche 2 Wochen | 2                                           | Matia Bazar                                 | …e dirsi ciao Giancarlo Golzi, Aldo Stellita, Piero Cassano, Carlo Marrale, Antonella Ruggiero | Mit ihrem Sanremo-Siegerlied gelang der genuesischen Band der Einstieg direkt auf Platz eins, wobei sie sich selbst an der Spitze ablöste. |
| 8.–11. Woche 4 Wochen | 4                                           | Rino Gaetano                                | Gianna Rino Gaetano                                                                            | Gaetano wurde mit Gianna in Sanremo Dritter.                                                                                               |
| 12.–14. Woche 3 Wochen | 3                                           | Anna Oxa                                    | Un’emozione da poco Ivano Fossati, Guido Guglielminetti                                        | Das Lied konnte beim Sanremo-Festival den zweiten Platz erreichen.                                                                         |
| 15. Woche 1 Woche | 1                                           | Alan Sorrenti                               | Figli delle stelle Alan Sorrenti                                                               | – |
| 16.–21. Woche 6 Wochen (insgesamt 7) | 7                                           | Bee Gees                                    | Stayin’ Alive Barry Gibb, Robin Gibb, Maurice Gibb                                             | Der Titelsong zu Saturday Night Fever brachte dem Disco-Trio einen weltweiten Hit.                                                         |
| 22. Woche 1 Woche | 1                                           | Antonello Venditti                          | Sotto il segno dei pesci Antonello Venditti                                                    | – |
| 23. Woche 1 Woche (insgesamt 7) | 7                                           | Bee Gees                                    | Stayin’ Alive Barry Gibb, Robin Gibb, Maurice Gibb                                             | – |
| 24.–36. Woche 13 Wochen | 13                                          | Umberto Tozzi                               | Tu Umberto Tozzi, Giancarlo Bigazzi                                                            | – |
| 37.–38. Woche 2 Wochen | 2                                           | Adriano Celentano                           | Ti avrò Cristiano Minellono, Ronald Jackson, Danny B. Besquet                                  | – |
| 39. Woche 1 Woche | 1                                           | Kate Bush                                   | Wuthering Heights Kate Bush                                                                    | Die britische Musikerin erreichte beim Wettbewerb Festivalbar 1978 den zweiten Platz.                                                      |
| 40. Woche 1978 – 1. Woche 1979 14 Wochen | 14                                          | Lucio Battisti                              | Una donna per amico Lucio Battisti, Mogol                                                      | – |

## Alben
| ← 1977 ← | Liste der Nummer-eins-Alben in Italien (M&D) | Liste der Nummer-eins-Alben in Italien (M&D) | Liste der Nummer-eins-Alben in Italien (M&D)            | 1979 → |
| \| Zeitraum \| Wo. ges. \| Interpret \| Titel \| Zusätzliche Informationen \| \| (Zeitraum, Wochen auf Platz eins, Interpret, Titel, zusätzliche Informationen) \| \| \| \| \| \| ------------------------------------------------------------------------------ \| -------- \| ------------------ \| ------------------------------------------------------- \| ------------------------------------------------------------------------------------------------------------- \| \| 51. Woche 1977 – 5. Woche 1978 7 Wochen (insgesamt 13) \| 13 \| Edoardo Bennato \| Burattino senza fili \| – \| \| 6. Woche 1 Woche (insgesamt 2) \| 2 \| Angelo Branduardi \| La pulce d’acqua \| – \| \| 7.–9. Woche 3 Wochen (insgesamt 13) \| 13 \| Edoardo Bennato \| Burattino senza fili \| – \| \| 10.–12. Woche 3 Wochen (insgesamt 4) \| 4 \| Alan Sorrenti \| Figli delle stelle \| – \| \| 13. Woche 1 Woche (insgesamt 2) \| 2 \| Angelo Branduardi \| La pulce d’acqua \| – \| \| 14. Woche 1 Woche (insgesamt 4) \| 4 \| Alan Sorrenti \| Figli delle stelle \| – \| \| 15. Woche 1 Woche (insgesamt 17) \| 17 \| Various Artists \| Saturday Night Fever \| Der maßgeblich von den Bee Gees geschriebene Soundtrack zum Tanzfilm Saturday Night Fever war ein Welterfolg. \| \| 16.–21. Woche 6 Wochen \| 6 \| Antonello Venditti \| Sotto il segno dei pesci \| – \| \| 22.–37. Woche 16 Wochen (insgesamt 17) \| 17 \| Various Artists \| Saturday Night Fever \| – \| \| 38.–44. Woche 7 Wochen (insgesamt 11) \| 11 \| Various Artists \| Grease: The Original Soundtrack from the Motion Picture \| Auch dem Soundtrack zum Musicalfilm Grease war großer Erfolg beschieden. \| \| 45. Woche 1 Woche (insgesamt 9) \| 9 \| Lucio Battisti \| Una donna per amico \| – \| \| 46. Woche 1 Woche (insgesamt 11) \| 11 \| Various Artists \| Grease: The Original Soundtrack from the Motion Picture \| – \| \| 47.–52. Woche 6 Wochen (insgesamt 9) \| 9 \| Lucio Battisti \| Una donna per amico \| – \| |                                              |                                              |                                                         | |
| ← 1977 |                                              |                                              |                                                         | → 1979 → |
| Zeitraum | Wo. ges.                                     | Interpret                                    | Titel                                                   | Zusätzliche Informationen                                                                                     |
| (Zeitraum, Wochen auf Platz eins, Interpret, Titel, zusätzliche Informationen) |                                              |                                              |                                                         | |
| 51. Woche 1977 – 5. Woche 1978 7 Wochen (insgesamt 13) | 13                                           | Edoardo Bennato                              | Burattino senza fili                                    | – |
| 6. Woche 1 Woche (insgesamt 2) | 2                                            | Angelo Branduardi                            | La pulce d’acqua                                        | – |
| 7.–9. Woche 3 Wochen (insgesamt 13) | 13                                           | Edoardo Bennato                              | Burattino senza fili                                    | – |
| 10.–12. Woche 3 Wochen (insgesamt 4) | 4                                            | Alan Sorrenti                                | Figli delle stelle                                      | – |
| 13. Woche 1 Woche (insgesamt 2) | 2                                            | Angelo Branduardi                            | La pulce d’acqua                                        | – |
| 14. Woche 1 Woche (insgesamt 4) | 4                                            | Alan Sorrenti                                | Figli delle stelle                                      | – |
| 15. Woche 1 Woche (insgesamt 17) | 17                                           | Various Artists                              | Saturday Night Fever                                    | Der maßgeblich von den Bee Gees geschriebene Soundtrack zum Tanzfilm Saturday Night Fever war ein Welterfolg. |
| 16.–21. Woche 6 Wochen | 6                                            | Antonello Venditti                           | Sotto il segno dei pesci                                | – |
| 22.–37. Woche 16 Wochen (insgesamt 17) | 17                                           | Various Artists                              | Saturday Night Fever                                    | – |
| 38.–44. Woche 7 Wochen (insgesamt 11) | 11                                           | Various Artists                              | Grease: The Original Soundtrack from the Motion Picture | Auch dem Soundtrack zum Musicalfilm Grease war großer Erfolg beschieden.                                      |
| 45. Woche 1 Woche (insgesamt 9) | 9                                            | Lucio Battisti                               | Una donna per amico                                     | – |
| 46. Woche 1 Woche (insgesamt 11) | 11                                           | Various Artists                              | Grease: The Original Soundtrack from the Motion Picture | – |
| 47.–52. Woche 6 Wochen (insgesamt 9) | 9                                            | Lucio Battisti                               | Una donna per amico                                     | – |